# انانداسانداپورام
انانداسانداپورام (به انگلیسی: Anandathandavapuram) یک منطقهٔ مسکونی در هند است که در تامیل نادو واقع شده‌است.

## خصوصیات
انانداسانداپورام ۲٬۰۰۰ نفر جمعیت دارد.